# Mega Drive
Mega Drive (メガドライブ, Mega Doraibu), renomeado de Genesis apenas na América do Norte, é um console de videogame de 16 bits desenvolvido e comercializado pela Sega sendo um sucessor do Master System. O console foi lançado em 1988 no Japão como Mega Drive e em 1989 na América do Norte como Genesis. No ano de 1990, foi distribuído na Europa pela Virgin Mastertronic, na Nova Zelândia e Austrália pela Ozisoft e pela Tec Toy no Brasil. Na Coreia do Sul, foi distribuído pela Samsung com o nome Super Gam*Boy e posteriormente como Super Aladdin Boy. Na Rússia, foi distribuído pela Forrus.

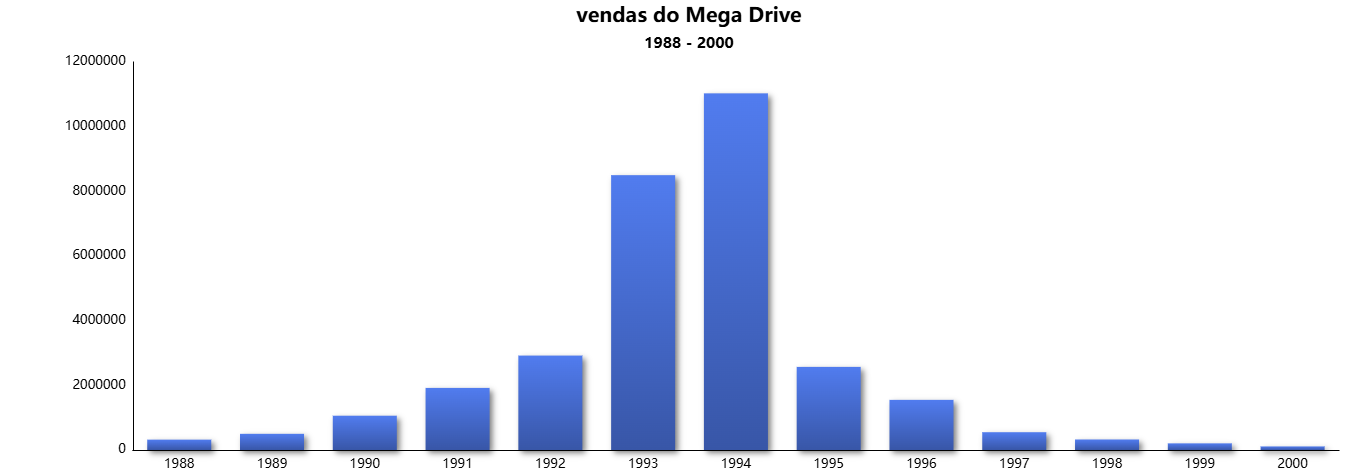
Vendas anuais do Mega Drive (1988 - 2000)

O console vendeu menos unidades no Japão em comparação aos seus dois outros concorrentes, o Super Famicom e o PC Engine mas obteve um sucesso considerável na América do Norte, Brasil e Europa. Devido a imensa popularidade da série Sonic the Hedgehog, dos relançamentos de jogos de fliperama para o console de mesa, de uma variedade de jogos esportivos e do forte marketing voltado ao público juvenil, o Mega Drive teve uma grande adoção entre os consumidores adolescentes e adultos.
Após o lançamento norte-americano do Super Nintendo Entertainment System foi iniciada uma batalha por participação de mercado nos Estados Unidos e na Europa conhecida como a "guerra dos consoles".  A controvérsia em torno de jogos violentos lançados no console como Night Trap e Mortal Kombat levou a Sega a criar o Videogame Rating Council, um antecessor do Entertainment Software Rating Board.
O Mega Drive vendeu 30.75 milhões de unidades em todo mundo. A empresa Tec Toy afirmou que 3 milhões unidades foram vendidos no Brasil. Diversos títulos de sua biblioteca foram relançados em forma de coletâneas ou em serviços online de outras empresas de videogame. O Genesis foi substituído pelo Sega Saturn.

## História
Em 1986, logo após o lançamento do repaginado Sega Mark III como Master System, a Sega começou a desenvolver seu próximo console. O presidente Hayao Nakayama queria que o novo video game pudesse fazer reproduções fieis dos arcades da empresa, e embora a divisão de fliperama não concordasse achando que versões caseiras dimuniriam o interesse no arcade, eventualmente colaboraram. Para isso a equipe de desenvolvimento liderada por Masami Ishikawa optou por um processador 16-bit e uma arquitetura interna similar ao da placa Sega System 16 dos novos arcades da empresa, com um Motorola 68000 como processador principal e um Zilog Z80 processando o som para aliviar a carga da outra CPU. Uma negociação com a empresa Signetics, que tinha licença da Motorola para fabricar o 68000, ajudou a baixar os custos com os processadores. Referido no seu desenvolvimento como Sega Mark V, o console foi anunciado como Mega Drive em 29 de setembro de 1988, com o designer Mitsushige Shiraiwa dizendo que o nome tinha sido escolhido para "simbolizar poder e velocidade". O projeto usou um design circular para representar a ideia de expansão no mundo do entretenimento, e evocando equipamentos de som incorporou um controlador de volume e saída para fone de ouvido. O controle curvado e maior que o do NES "tinha de ser fácil de manipular tanto para as mãos pequenas das crianças japonesas quanto para as mãos adultas de ocidentais". Em 29 de outubro, o Mega Drive saiu no Japão, com apenas 2 jogos disponíveis, Space Harrier II e Super Thunder Blade, e sofrendo com a concorrência do PC-Engine e também do lançamento do aguardado jogo de NES Super Mario Bros. 3. Só mais dois jogos sairiam para o Mega Drive até o fim de 1988,  com um deles, uma conversão do arcade Altered Beast, sendo escolhido pela Sega para acompanhar o Mega Drive no lançamento internacional por seu sucesso nos fliperamas ocidentais.
O console tinha apenas 2,9 milhões de vendas até Junho de 1991. Após essa data, o sucesso do mascote Sonic impulsionou as vendas do Mega Drive rapidamente, chegando até 4,1 milhões de vendas até o natal de 1991.
O nome Sega Genesis para o mercado dos Estados Unidos ocorreu devido ao nome Mega Drive já ter registro legal de outra empresa. Então a Atari organizou um concurso interno com sugestões para um novo nome, e apesar de vários opções terem surgido, foi o "Genesis", bolado por Steve Ryno, o escolhido.
O pico de vendas anuais do Mega Drive aconteceu em 1994, com aproximadamente 12 milhões de unidades vendidas no mesmo ano. Algo que chegou perto desse número foi no ano de 1993, com aproximadamente 9 milhões de vendas do mesmo console.

## Versões

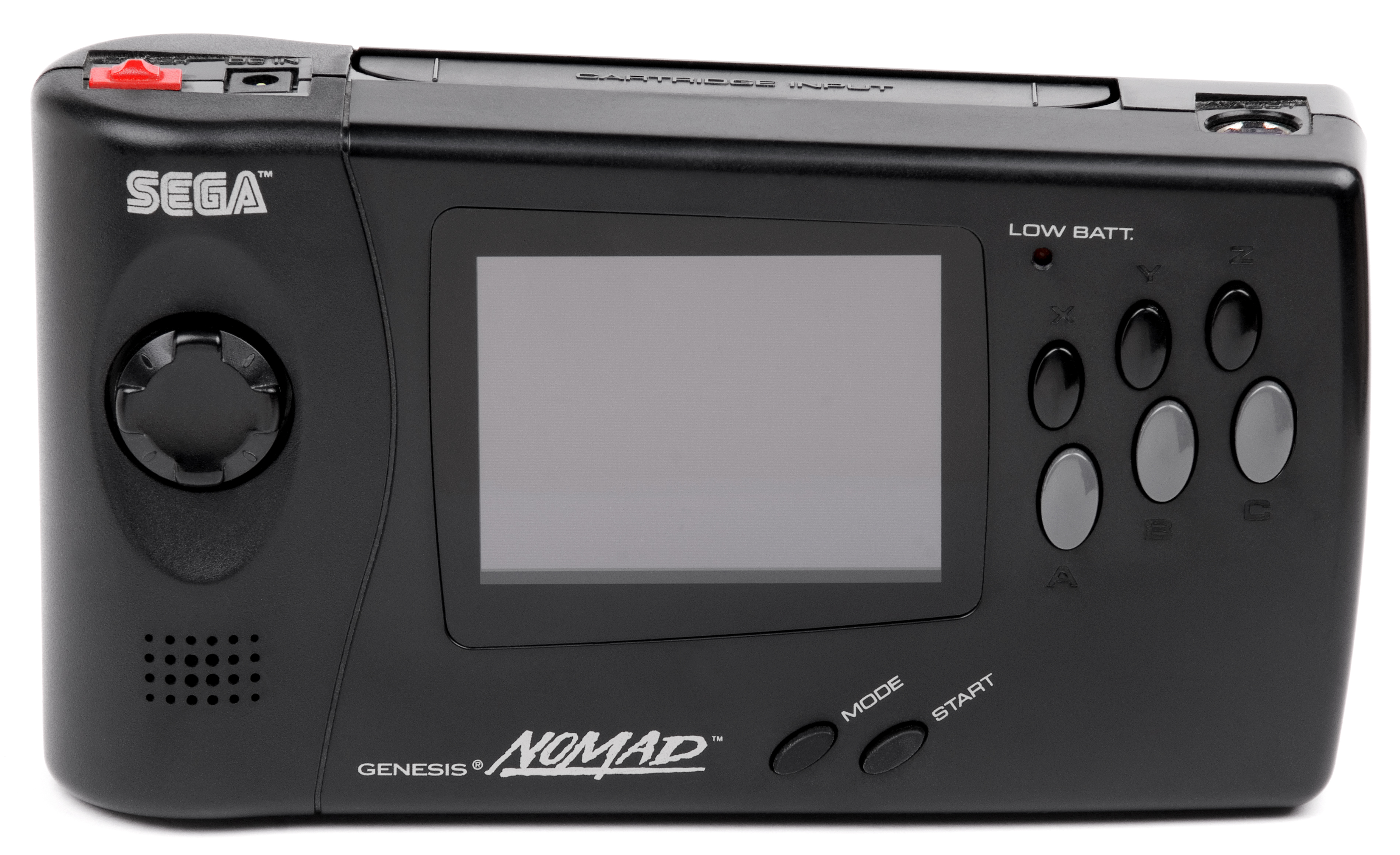
O Nomad, versão portátil do console.

As versões do Mega Drive eram numeradas, mas elas não equivalem em todos os mercados. Há três versões principais do sistema: o Mega Drive original é o maior de todos, suporta o acessório para rodar jogos de Master System, o Mega CD e o 32x. Tem uma saída de fone de ouvido com controle de volume. A segunda versão do sistema é menor e não suporta corretamente o acessório de compatibilidade com Master System, mas suporta Sega CD e 32X. A terceira versão foi lançada após a "era dourada" e foi barateada para atingir um mercado mais popular. Essa versão não suporta o 32x nem o Sega CD, foi lançada nos EUA pela Majesco e no Brasil pela Tec Toy (sendo que a versão da Majesco apresentava um novo design).
Uma versão portátil chamada Nomad foi produzida a partir de outubro de 1995 e vendida por um curto período de tempo. Com alto consumo de bateria, uma tela de qualidade insuficiente e alto custo de comercialização, essa versão foi pouco popular.
O Mega CDX era um Mega Drive que incluía o acessório Sega CD embutido, e também podia ser usado como um "discman" através do uso de duas baterias AA. O Mega CDX é consideravelmente maior e mais pesado que os reprodutores portáteis de CD disponíveis no mercado hoje.
A Tectoy ainda hoje produz o Mega Drive, em versões mais baratas, voltadas ao mercado popular. Atualmente, ela produz apenas o MD Play, uma versão portátil do console lançada em 2009 que ao contrário do Nomad, não possui entrada para cartuchos, apenas de cartão SD para expandir a biblioteca de vinte jogos na memória. Outros recursos incluem tela LCD de alta resolução e bateria interna recarregável. É a segunda versão móvel da Tec Toy, depois do Mega Drive Portátil, lançado em 2007 sem método de expansão.
As últimas versões tradicionais da Tec Toy não possuíam entradas para cartucho, permitindo apenas usar os jogos salvos na memória interna. Para compensar, a fabricante criava novos jogos originais inspirados em games da época. O Mega Drive III, de 2008, tinha entre seus 81 jogos na memória versões de quatro jogos da Electronic Arts baseadas nas versões para celular, Fifa 2008, Need for Speed: ProStreet, The Sims 2 e Sim City. Já o Mega Drive 4 Guitar Idol, de 2009, tinha duas versões - uma com 87 jogos na memória e outra com 100 - ambas com um game semelhante a Guitar Hero e um joystick em formato de guitarra.
Em novembro de 2016, a Tectoy disponibilizou para pré-venda uma nova versão do Mega Drive que buscava ser uma reprodução fiel do primeiro modelo do console e do joystick, contando com 22 jogos na memória interna, entrada para SD Card (que acompanha o console) e uma entrada para os cartuchos originais do Mega Drive (com alguns, como Super Street Fighter II, Virtua Racing e Truxton, não sendo compatíveis). Como alguns componentes originais, incluindo o chip de áudio Yamaha YM2612, não são mais fabricados, outras peças tiveram de ser postas no lugar. Tal versão foi lançada em junho de 2017.
Nos EUA e na Europa há uma versão idêntica ao último MD Play lançado pela Tectoy por pouco menos de US$ 50 (EUA), lá fora o Mega Drive portátil é produzido pela AtGames.
Em 2019, a Sega lançou o Mega Drive Mini, uma reprodução do Mega Drive original com metade do tamanho e 42 jogos na memória. Boas vendas, com 300,000 unidades vendidas até março de 2020, levaram a uma nova versão, Sega Genesis Mini 2, em 2022, com 53 novos jogos que também incluíam títulos do Sega CD.

## Especificações Técnicas
|                                                                       | Motorola | MC68000 |
| Frequência de clock: Normal 7,68 MHz Maximum 13,4 MHz (Virtua Racing) | Lisura:  |         |
| Barramento: M68K 16bits with 32bits acess data 64KB RAM               |          |         |
| Sound Processor Z-80 3,58 MHz                                         |          |         |

| VDP (Video Display Processor) ~14 mhz. 1 536 colors palette with shadow mode. 186 colors on screen with shadow mode. 512 colors palette without shadow mode. 256 to 512 colors on screen with DMA color. 91 colors on screen (six palettes technic) without shadow mode. 64 colors on screen without shadow mode. 64KB VRAM. Normal Resolutions 320x224, 320x240, 256x224, 256x240, progressive pixels. Maximum resolution 320x480 interpolate pixels. Maximum sprites 80. 2 layers scrolls + 1 window. |

|                                                                                               | Yamaha | YM2612 |
| Canais de áudio: Normal 6 FMs Special 5 FMs + 4 PCMs + 3 PSGs + 1 noise (Stef's Sound Driver) |        |        |

| | Cartridge |
| Capacidade normal: 4 MB (32 Mbits) Standard 5 MB (40 Mbits) Super Street Fighter 2 8 MB (64 Mbits) Pier Solar 10 MB (80 Mbits) Paprium 15 MB (120 Mbits) Demons of Asteborg |           |
| Expansive to SEGA CD or and SEGA 32X |           |

## Acessórios

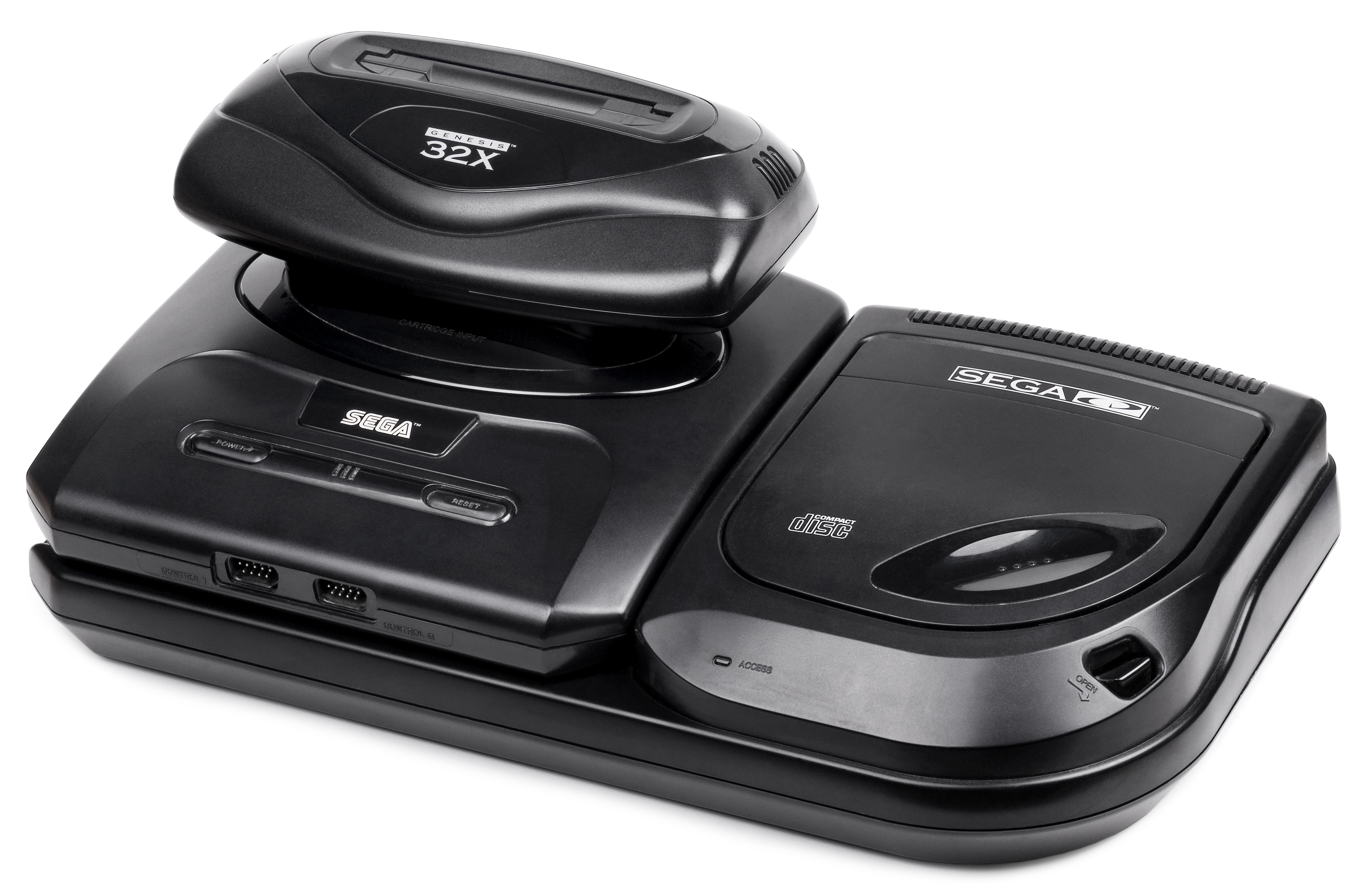
O Mega Drive com o 32X (acima) e o Sega CD (ao lado).

O controle original do Mega Drive tinha 3 botões (A, B e C) principais e o botão Start. Em 1993 um controle com 6 botões principais (adicionados X, Y e Z) foi lançado, este controle foi feito especialmente para os jogos de luta e tem função de alternar entre modos de 3 ou de 6 botões para ser compatível com todos os jogos.
O Mega Drive, nativamente baseado em cartuchos,  podia ser expandido através do acessório Sega CD para aceitar jogos gravados em CD. Esse acessório acrescentava um co-processador auxiliar idêntico ao do próprio Mega Drive e permitia a exibição de vídeos.
Com o 32x, o sistema ganhava dois processadores auxiliares de 32 bits, além de ganhar uma paleta de 32,768 cores(em vez dos 64 do Sega CD), com novos jogos baseados em cartucho sendo desenvolvidos para esse sistema. Poucos jogos foram produzidos para a combinação do 32x com o Mega CD, devido à pouca popularidade desses acessórios.
Outros acessórios também foram lançados. A Menacer era uma pistola de luz para jogos de tiro. O Activator permitia que o jogador usasse jogos de luta dando socos e chutes no ar, sem controles. XBAND era um modem que permitia jogar com outras pessoas conectadas em um serviço pago, além de mandar e-mails e acessar outros serviços online (no Brasil esses serviços incluíam correio eletrônico e acesso bancário).
Originalmente o Mega Drive foi lançado com um joystick com um botão direcional, três botões de ação e um de início de jogo. Por ocasião de lançamento do jogo Street Fighter II para o console um joystick com seis botões de ação foi lançado e se tornou rapidamente o padrão de mercado.
O Power Base Converter ou Sega Mega Adaptor permitia jogar cartuchos de Master System no Mega Drive. O acessório apresentava alguns problemas em revisões posteriores do console, já que o conector do cartucho ficava mais distante do topo do gabinete do console, fazendo com que o terminal de inserção do acessório não ficasse devidamente encaixado. O problema podia ser resolvido removendo o acessório do gabinete plástico, encaixando-o diretamente no Mega Drive.

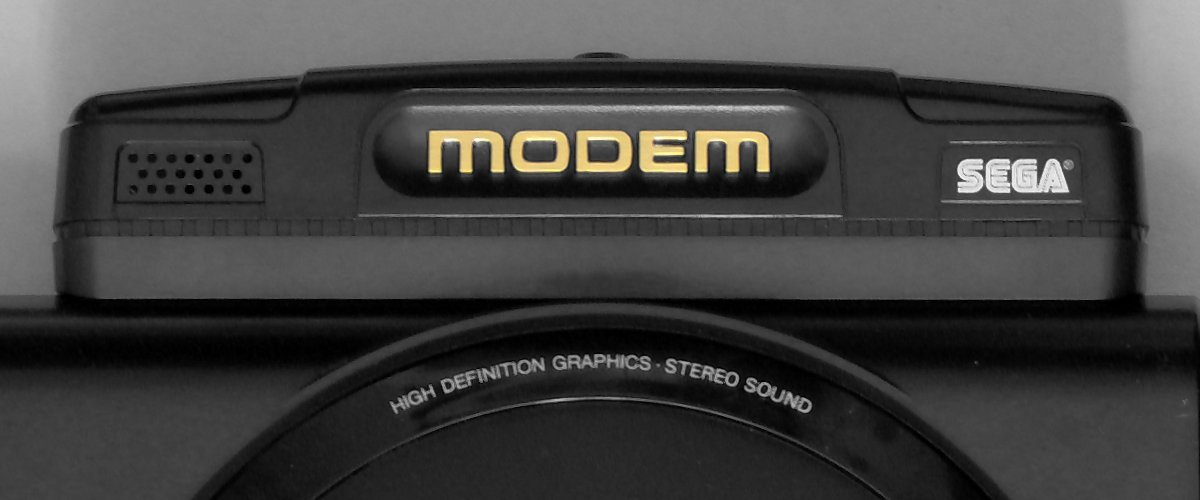
O Sega Meganet.

O Sega Meganet lançado em 3 de novembro de 1990 no Japão foi um acessório que permitia jogos online no console, funcionava através de um cartucho com modem que se conectava à internet através de conexão dial-up, apesar dos planos, a Sega nunca lançou o acessório nos Estados Unidos.

## Mega Drive no Brasil

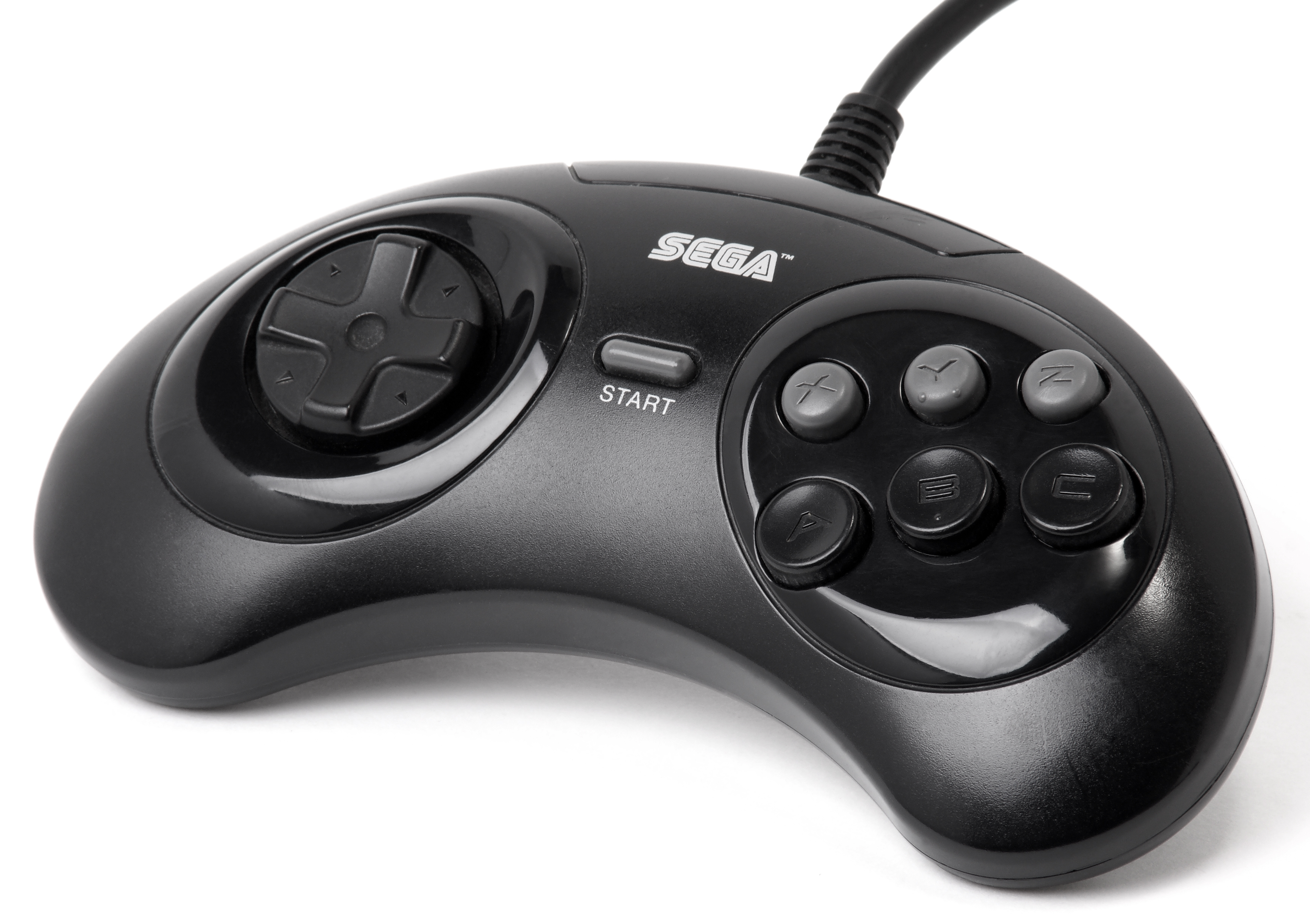
Controle de seis botões do Mega Drive

O Mega Drive foi lançado pela Tec Toy no final de 1990. Para não canibalizar as vendas do Master System, que havia sido lançado um ano antes e vinha em uma ascendente comercial, a publicidade focou em divulgar os aspectos técnicos e atrair a atenção de jogadores experientes que gostariam do console mais moderno, enquanto os que buscavam o primeiro video game iriam atrás do Master System. Além de Altered Beast incluído na caixa, nove jogos estavam disponíveis para compra: 
A Tec Toy desenvolveu alguns jogos exclusivos para o Mega Drive, como Férias Frustradas do Pica-Pau, Turma da Mônica na Terra dos Monstros (uma modificação de Wonder Boy in Monster World com Mônica e Cebolinha), um port de Duke Nukem 3D, e Show do Milhão.

## Emulação
Atualmente, utilizando emuladores como o Kega Fusion e o Gens é possível jogar os jogos de Mega Drive no PC. Os emuladores oferecem alguns recursos interessantes frente ao console, como filtros gráficos e sonoros, save states, suporte a códigos do Game Genie, etc. Estes emuladores permitem inclusive 2 jogadores, por exemplo, no Gens os controles padrão do jogador número 1 são as setas direcionais, "enter" e as letras "A", "S", "D", "Z", "X" e "C". Já o jogador número 2 possui os mesmos comandos, porém no lugar das setas direcionais, a letra "Y" é a seta para cima, "H" para baixo, "G" para a esquerda e "J" para a direita. O "enter" é a tecla "U", e a sequência "ASDZXC" fica sendo "KLMIOP" (todavia é possível configurar os comandos como desejado).
Pode-se encontrar todos os jogos para o Sega Mega Drive, totalmente extraídos de seus cartuchos originais, pela internet.
O Nintendo Wii, é capaz de emular jogos de Mega Drive através do sistema Virtual Console. Os jogos comercializados através da rede on-line do Wii e salvos na memória interna do aparelho ou em cartões Secure Digital.
Já o PlayStation 2 emula jogos de Mega Drive/Genesis através do software PGEN, sendo que este suporta USB.
Nos portáteis, o Nintendo DS e o PlayStation Portable já o emulam pelos devidos cartões de memória externa e por "flashcards".